# 庫斯托洛維庫希
49°14′34″N 34°18′19″E / 49.24278°N 34.30528°E
庫斯托洛維庫希（烏克蘭語：Кустолові Кущі），是烏克蘭中部的村莊，隸屬波爾塔瓦州的波爾塔瓦區。該村處於沃爾斯克拉河左岸，分別距離日爾基0.5公里和科馬里夫卡4.5公里，海拔高度72米，2001年人口784。